# Mietvilla Borsbergstraße 1

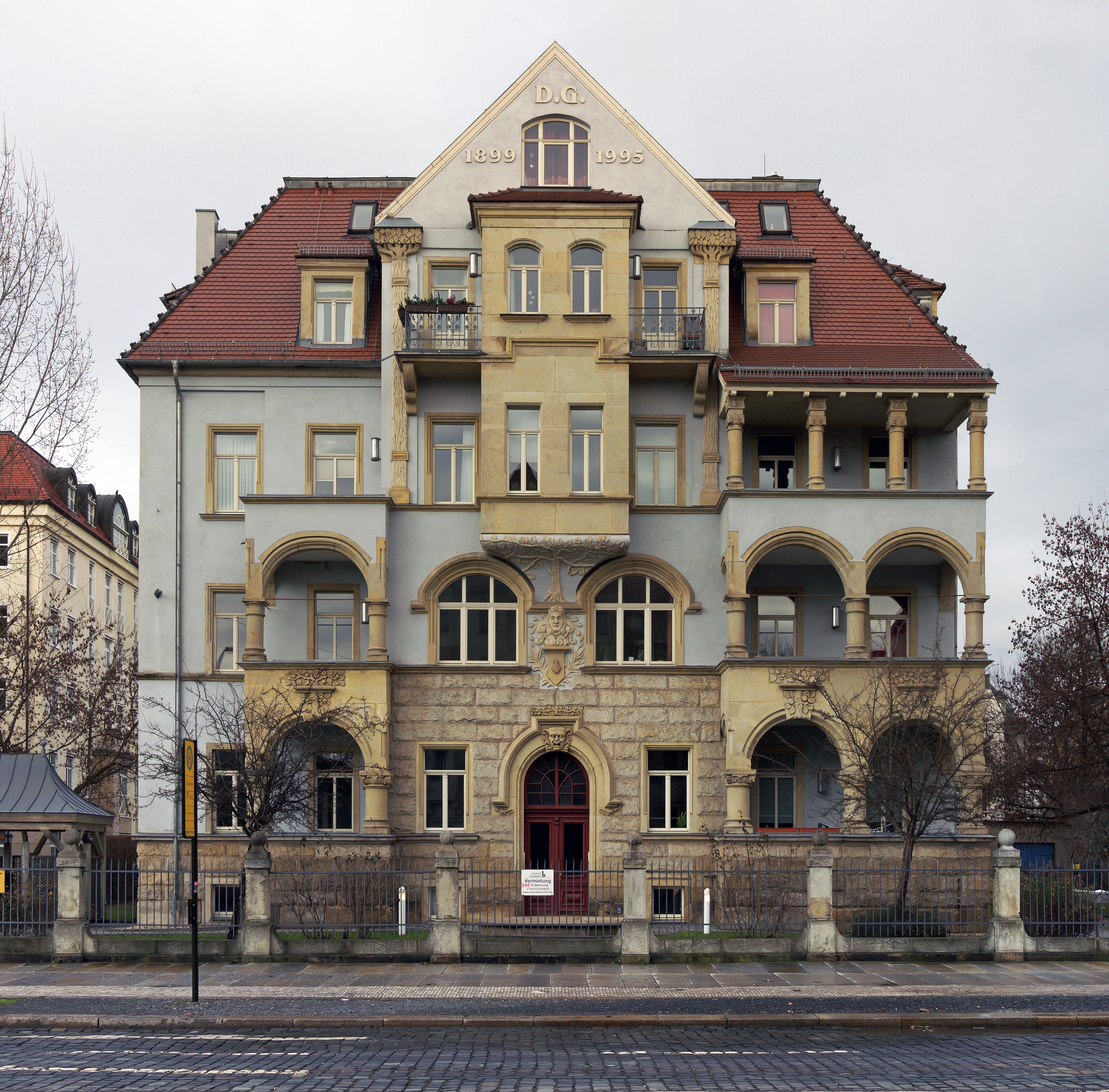
Mietvilla Borsbergstraße 1

Die Mietvilla Borsbergstraße 1 ist ein denkmalgeschütztes Gebäude im Dresdner Stadtteil Striesen.
Das freistehende herrschaftliche Mehrfamilienhaus mit ausgebautem Dachgeschoss wurde 1901 erbaut. Das Gebäude steht beispielhaft für die Abwendung vom Späthistorismus und den Übergang zum Jugendstil. Die Fassade des verputzten Baus wurde aufwändig mit Sandstein gegliedert. Zudem ist der Bau mit figürlicher und vegetabiler Ornamentik geschmückt. In der Laibung des Portals fällt ein Gesicht auf, das als Relief in den Sandstein eingearbeitet wurde. Ein Baum mit Ästen und Blättern schmückt die Konsole eines Erkers.
Die Denkmaleigenschaft wird vom Landesamt für Denkmalpflege Sachsen beschrieben: „Mietvilla mit Brunnen, Vasenplastik und Einfriedung einschließlich Torbogen; repräsentativer Bau mit aufgelockerter, malerischer Fassadengestaltung, besondere Akzente durch Balkone bzw. Loggien, Erker und rustizierte Wandpartien, belebt von floralen und figuralen Jugendstilmotiven, charakteristisches Beispiel der Architektur um und nach 1900 mit traditioneller Aufrisslösung und Grundrisslösung sowie applizierten Jugendstilmotiven.“